# Belle Boyd, a Confederate Spy
Belle Boyd, a Confederate Spy è un cortometraggio muto del 1913 diretto da Oscar Eagle. La vicenda è ambientata al tempo della Guerra di Secessione e la Selig, la casa di produzione, aveva già prodotto in marzo Pauline Cushman, the Federal Spy, una storia gemella in due rulli con protagonista la stessa attrice, Winifred Greenwood, nei panni però di una spia unionista.

## Produzione

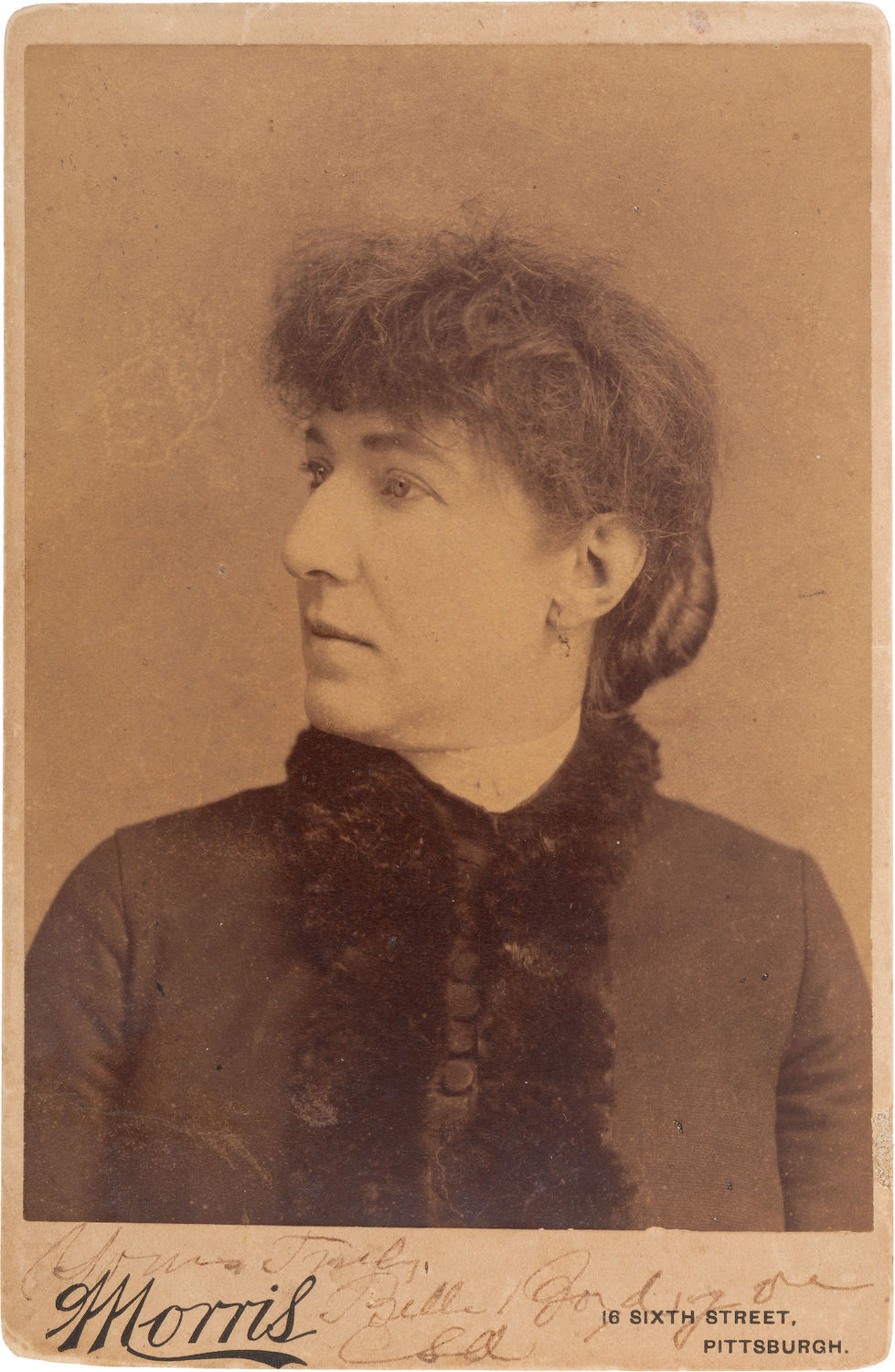
La vera Belle Boyd

Il film fu prodotto dalla Selig Polyscope Company.

## Distribuzione
Distribuito dalla General Film Company, il film – un cortometraggio in una bobina – uscì nelle sale cinematografiche statunitensi il 7 maggio 1913.